# پیپیسترل واتس‌آپ
پیپیسترل واتس‌آپ (به انگلیسی: Pipistrel_WATTsUP) یک هواگرد از نوع هواگرد فوق سبک هواگرد چندمنظوره ساخت شرکت Pipistrel است. هواگرد پیپیسترل واتس‌آپ نخستین پروازش را در 12 August 2014 میلادی انجام داد. در مجموع، تعداد ۱ فروند از این هواگرد ساخته شده‌است.